# یواس‌اس اسوالو (ای‌ام-۴)
یواس‌اس اسوالو (ای‌ام-۴) (به انگلیسی: USS Swallow (AM-4)) یک کشتی بود که طول آن ۱۸۷ فوت ۱۰ اینچ (۵۷٫۲۵ متر) بود. این کشتی در سال ۱۹۱۸ ساخته شد.